# 京華城購物中心
25°2′53″N 121°33′44″E / 25.04806°N 121.56222°E

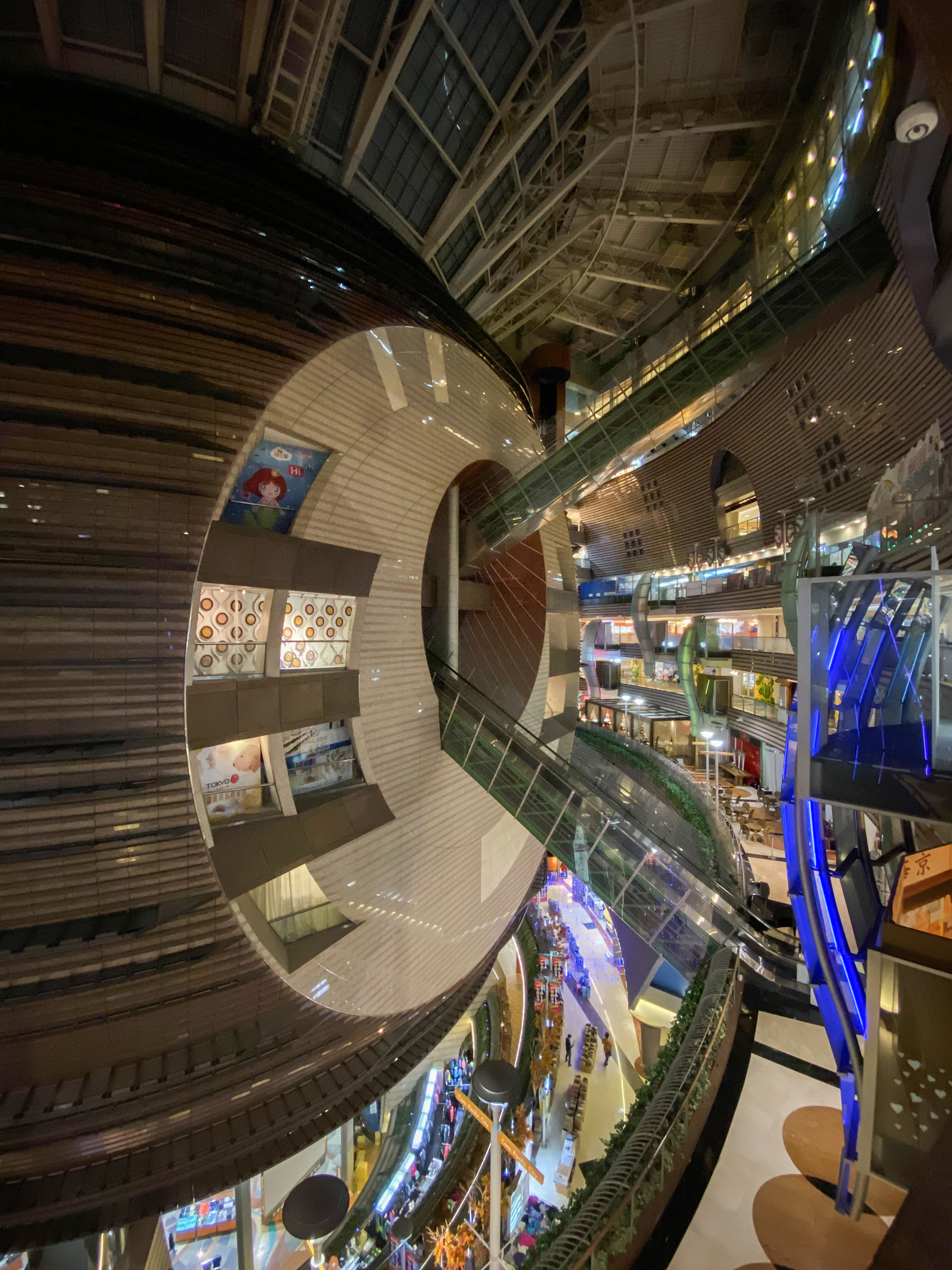
京華城中庭球體，直徑58公尺（2019年）

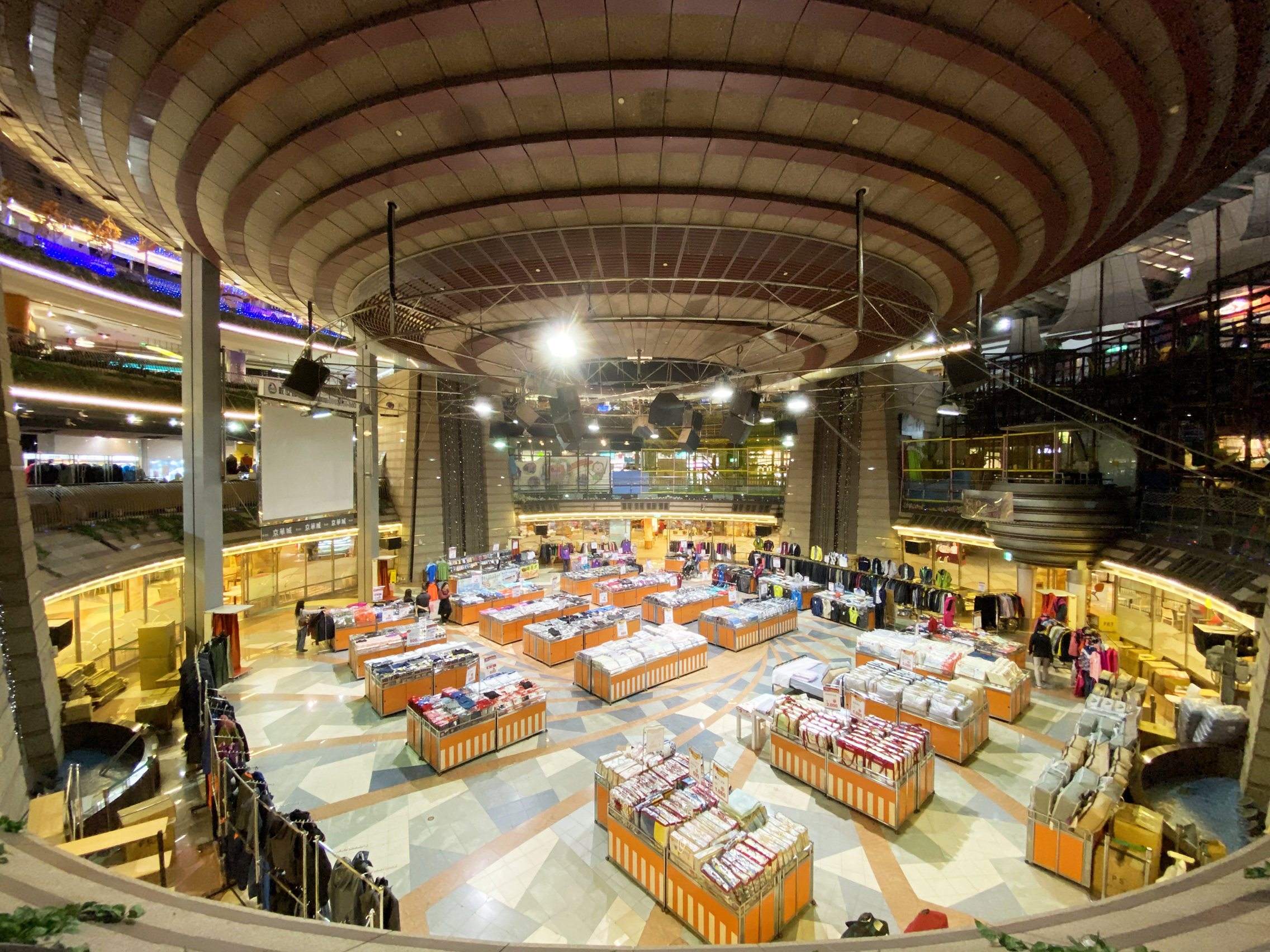
位於地庫的地心引力廣場（2019年）

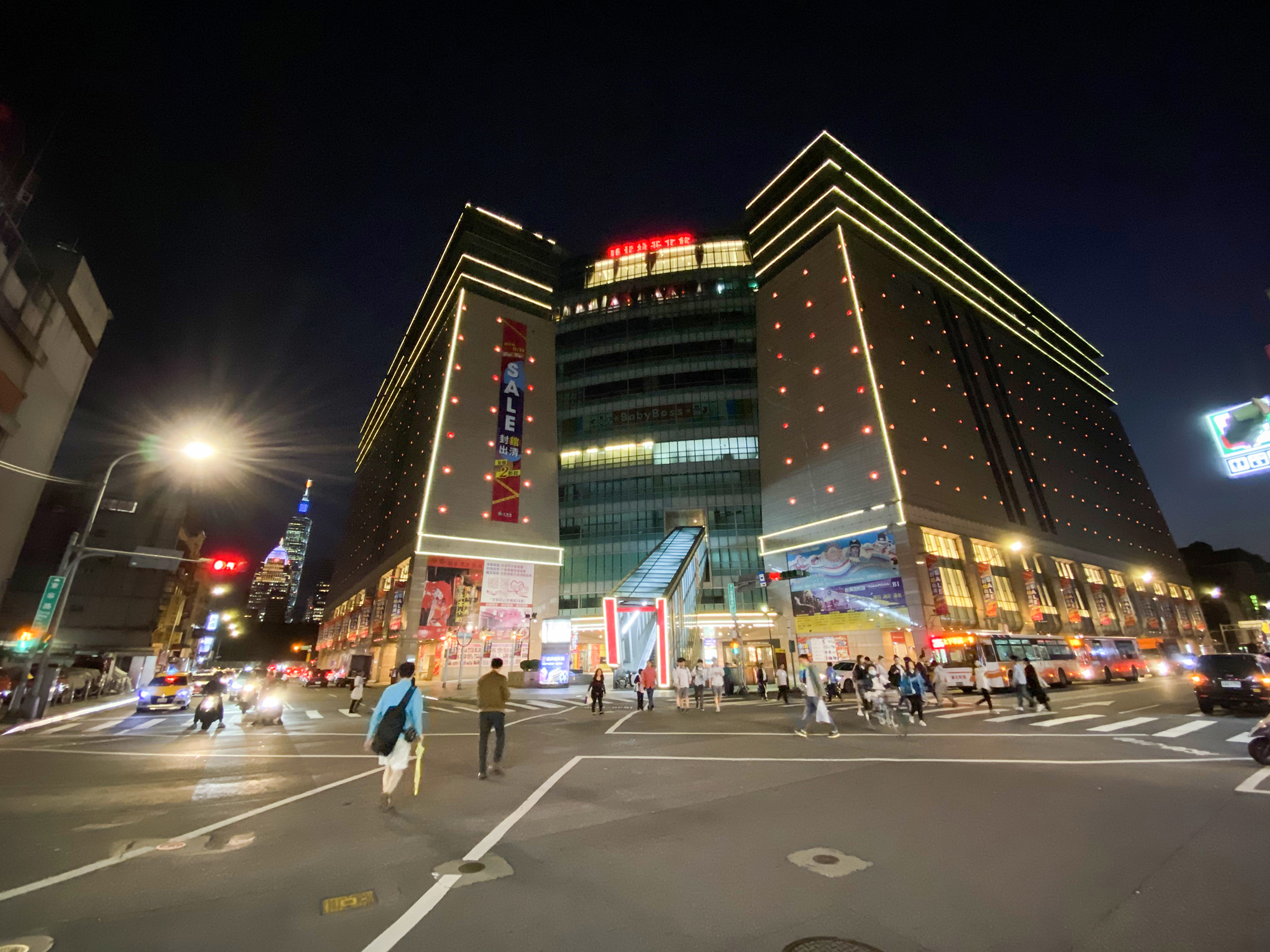
華燈初上的京華城（背面）

京華城購物中心（英語：Living Mall，簡稱京華城）是一座位於臺北市松山區八德路四段的前大型購物中心，為威京總部集團所投資的關係事業。外觀為球體，是當時全球最大球體建築物（直徑58公尺），地下室部分最終開挖深度約為31.68公尺（地下8樓），為當時台灣建築基地中開挖深度最深者。開幕當時更是全國唯一24小時營業的購物中心，曾創下一日50萬人次造訪的紀錄，是唯一可以在室內高空彈跳的百貨公司。目前建築已全棟拆除，並預定原址改建為「京華廣場」，並且因柯文哲市府大增容積率衍生出京華城案。

## 概要

### 建築結構
京華城位於台北市松山區八德路四段、東寧路和市民大道間，總樓地板面積達6萬2,000坪，營業面積為4萬2,000坪，外圍環繞4,000坪戶外廣場。京華城的外觀設計是由威京總部集團創辦人慶京及美國捷得國際建築師事務所（Jerde Partnership）共同規劃，擁有少見的「L」形主建築體，結合中央一個大型球體結構作為商場使用，代表中華傳統的「雙龍抱珠」意念。由全球最大的球體商場與L型主題建築合而為一；內部景觀更震懾人心，利用L 型主題與球體之間高達15層之挑高鏤空的巧思，創造出大峽谷的景觀，顧客置身樓層中眺望大峽谷，更能感受雄偉壯闊的建築之美。
中間圓球直徑58公尺的球體造型設計，基礎深達85公尺，為國內首創最深建築基礎結構。以四根巨柱載重，為京華城建築上的最大特色，也是目前世界最大的球形商場建築結構體，堪稱台灣觀光代表性地標，由美國Ove Arup & Partners California從事結構設計。另外，特別採用國家地震工程研究中心所研發並取得國家專利的「減震消能器」。京華城是國內第一個取得「減震消能器」商用使用授權的公共建築物，在1998年施工時即已裝置。三角形鋼板的「減震消能器」裝設在隔間牆、樓梯及電梯間，能在大地震中吸收地震的能量，有效預防樑柱之毀損及房屋倒塌。

### 樓層配置
京華城之建築物設計共有20層，其中包括地面上的12層建築及深達8層的地下室（停車場有機械車位等設施），整座購物中心規劃有7個主要顧客出入口與4個停車場出入口。內部採每3層樓一個主題區並有代表標誌：12樓～10樓為紅色魔法帽、9樓～7樓為黃色星星、6樓～4樓為橘色艾菲爾鐵塔、3樓～1樓為青色祥龍、地下1樓～地下3樓為紫色貝殼；並將各層樓以街道名稱方式命名。

### 吉祥物
京華城熊貓家族：
- 熊爸（酷貝爾）
- 熊媽（抹抹熊）
- 熊哥（陽光宅哥）
- 熊弟（可愛弟）
- 熊妹（熊飽飽）

## 歷史
- 1987年（民國76年），威京總部集團取得唐榮鐵工廠標售之台北市八德路機械廠舊址土地。

- 1993年（民國82年），威京總部集團委託美商捷得國際建築師事務所進行京華城建築設計。

- 1996年（民國85年），台北市政府正式核准京華城建築案。同年11月28日，威京總部集團成立「京華城股份有限公司」（Core Pacific City Co., Ltd.）。

- 1998年（民國87年），京華城正式動土。

- 2000年（民國89年）6月2日，京華城舉行上樑典禮。

- 2000年（民國89年），京華城與全美第二大連鎖影城業者喜滿客影城（Cinemark）簽約合作。

- 2001年（民國90年）9月，京華城預定開業前，受納莉颱風影響，地下營業樓層嚴重淹水，損失嚴重；同時消防安檢沒有通過，因而延宕開幕時間。同年10月24日京華城開業試賣，11月23日正式開幕。

- 2002年（民國91年）2月18日，京華城Mira球體百貨三樓失火，造成一人受傷，財物損失新臺幣30萬元[5]。同年，11月，沈慶京出版「異想—京華城築夢15年，終於天開」一書介紹創立京華城的背後故事。

- 2004年（民國93年），因應人潮減少問題，京華城將五樓改成兒童區「童星球」，九樓改成KTV。

- 2006年（民國95年）5月，京華城於揚州成立分店。

- 2008年（民國97年）2月，因應人潮減少問題，京華城與中興保全合作推出兒童職業體驗城「BabyBoss職業體驗任意城」，希望轉型成親子購物中心[6]。

- 2009年（民國98年）12月，因成本考量，京華城宣布2010年跨年煙火停辦。

- 2010年（民國99年）10月，因人潮減少，Mira球體百貨10、11樓的誠品書店撤出京華城。

- 2011年（民國100年）9月，京華城生意欠佳，櫃位慘澹經營，業者開始向台北市都發局詢問都市更新。

- 2017年（民國106年）9月，節省營運成本考量，京華城提請股東會同意撤銷股票公開發行。

- 2018年（民國107年）3月，京華城接駁車停駛。

- 2018年（民國107年）7月，京華城百貨商場不敵巨大虧損，海內外招標求售，預計年底開標[7]。

- 2018年（民國107年）12月12日，京華城投標案求售金額高達新台幣380億元，最終流標；後續於2019年3月29日及同年6月27日已第三次流標。

- 2019年（民國108年）7月，京華城停止銷售禮券。

- 2019年（民國108年）9月25日，京華城第四次開標，由同集團中石化子公司鼎越開發以新台幣372億1萬元得標，預計2020年初拆除地上物，並保留基樁和地下室連續壁，將興闢頂級商辦園區，預計2023年完工[8]。

- 2019年（民國108年）11月30日，京華城全天湧入超過10萬人潮導致周邊交通癱瘓，彷彿當年開幕時的盛況。晚間京華城結束18年的營業，球體建築於晚間22時22分熄燈[註 1]，正式走入歷史[9][10][11][12]。

- 2020年（民國109年）2月14日，京華城開始進行建物拆除工程[註 2]。

- 2020年（民國109年）5月5日，京華城建物拆除工程中，拆除球體百貨一至二樓電扶梯切割工程不慎引起火災，所幸館內施工人員均已撤離，無人傷亡[13]。

- 2020年（民國109年）6月20日，京華城建物正在進行拆除工程時發生一起坍塌的死亡意外。當日下午3點20分，一名47歲的邱姓工人在一樓駕駛小山貓鏟起拆除的鋼筋及土石至貨車上時，遭遇8樓地板瞬間崩塌，而工人被大量掉落的鋼梁及石塊活埋，在經過將近八小時的搜救後，遺體於當日晚間10點50分在嚴重變形的小山貓內被尋獲[14]。拆除工程因此遭北市府勒令停工。

- 2020年（民國109年）10月10日，京華城開始拆除作業復工後，於B2層發現一具不明屍體，疑似於停工時期進去偷竊物品後不慎踩空失足死亡[15]。

## 相關問題

### 經營問題

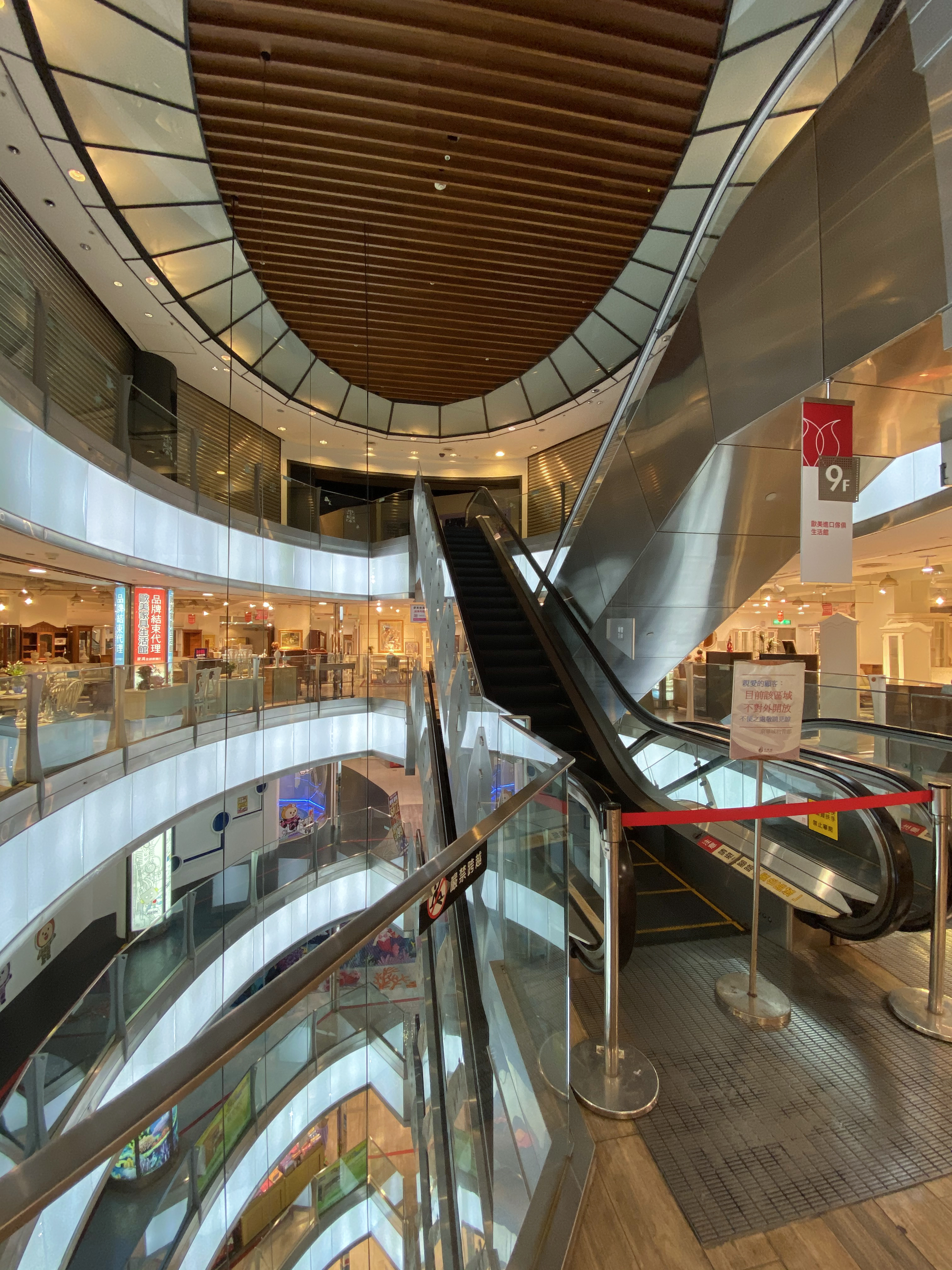
球體百貨中庭，但10樓已經封閉（2019年11月）

京華城於2001年開幕時以球體造型而成為台北市著名地標，雖然因納莉颱風造成淹水與消防安檢問題延後開幕，當時也刻意提早微風廣場2天舉行開幕酒會引起話題，正式開幕時曾創下一日50萬人次造訪的紀錄，同時造成周遭交通塞爆，台北市政府甚至要求必須進行人潮管制，防止過多人潮湧入京華城造成意外，而京華城的開幕也帶動周邊商店的生意，八德路四段106巷甚至有大量攤販聚集。起初京華城也是全國第一間24小時營業的百貨公司，但於2002年2月1日起因應龐大的電費開銷及人事成本取消該營運模式，之後發生樓層經理不滿營業時間蓄意縱火事件。
隨著開幕熱潮漸漸消退且人潮減少，京華城在2004年將5樓改成兒童區「童星球」，9樓改成KTV；2008年又將7樓封閉、改成BabyBoss職業體驗任意城，讓原本就已經動線不良的商場因為樓層封閉而更加雪上加霜。2010年之後，誠品書局及燦坤也因人潮減少而陸續撤出，商場定位不明加上其他同業競爭下形成經營問題，閒置空間擺放花車或短期拍賣，或是將整個樓層封閉，完全喪失了購物中心的當年光彩。該商場的球體設計也造成坪效不佳，大峽谷設計導致一個月就要支出龐大的空調費用，京華城因而停開部分手扶梯以及封閉樓層，在長期惡性循環下人潮減少導致櫃位紛紛撤出，無心經營也無進行改裝作業以致燈光昏暗且設施陳舊，員工也因為沒有顧客上門而士氣低迷，當年萬人空巷蜂擁而至的場面只能成為歷史畫面。2014年台北捷運松山線通車，最終也無法帶動京華城的發展，甚至連京華城外的八德路沿線商家也逐一歇業，整個商圈處於十分低迷的狀態。

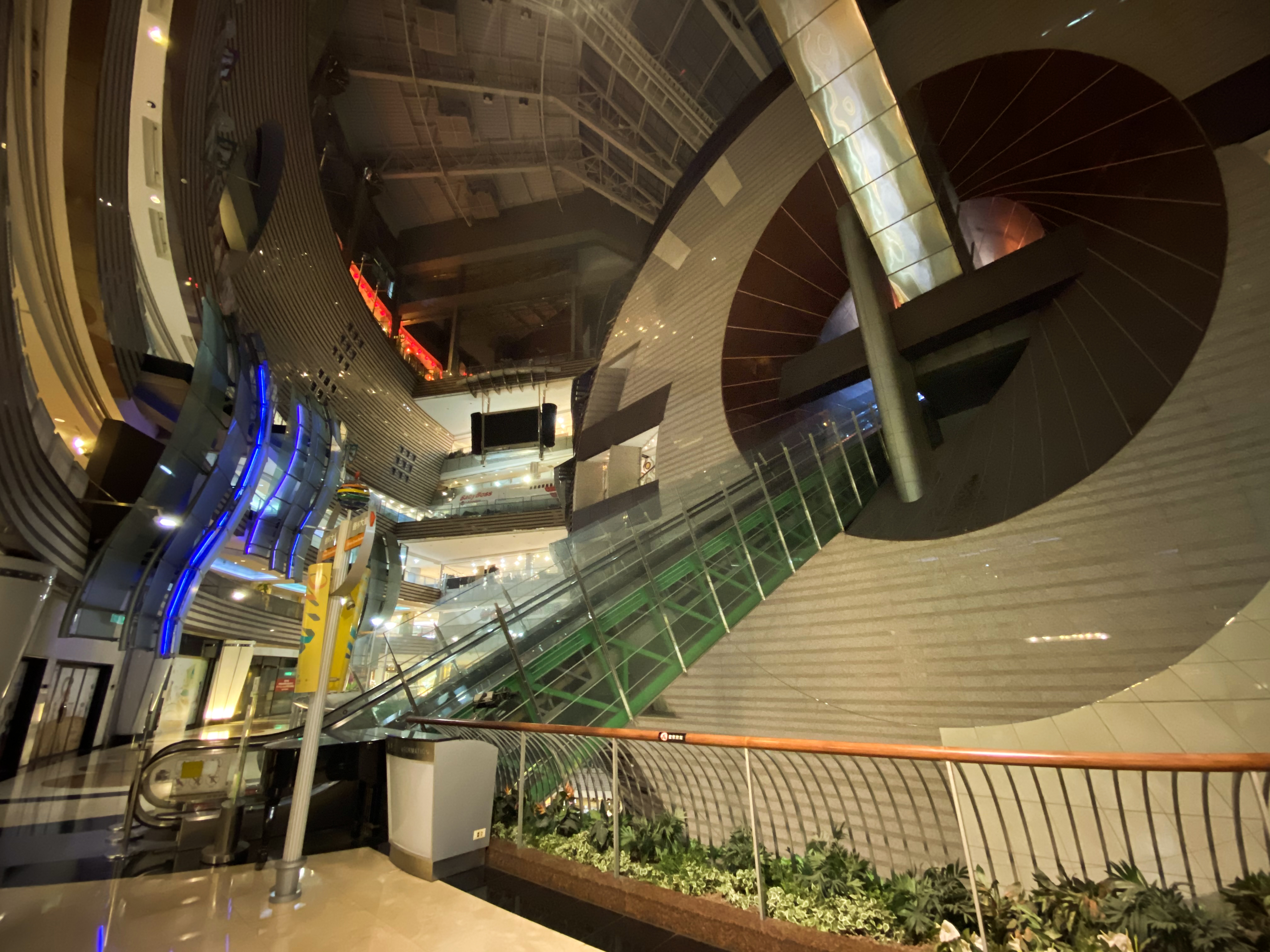
中庭快速扶手電梯不作開放，僅於營業最終日開放一天
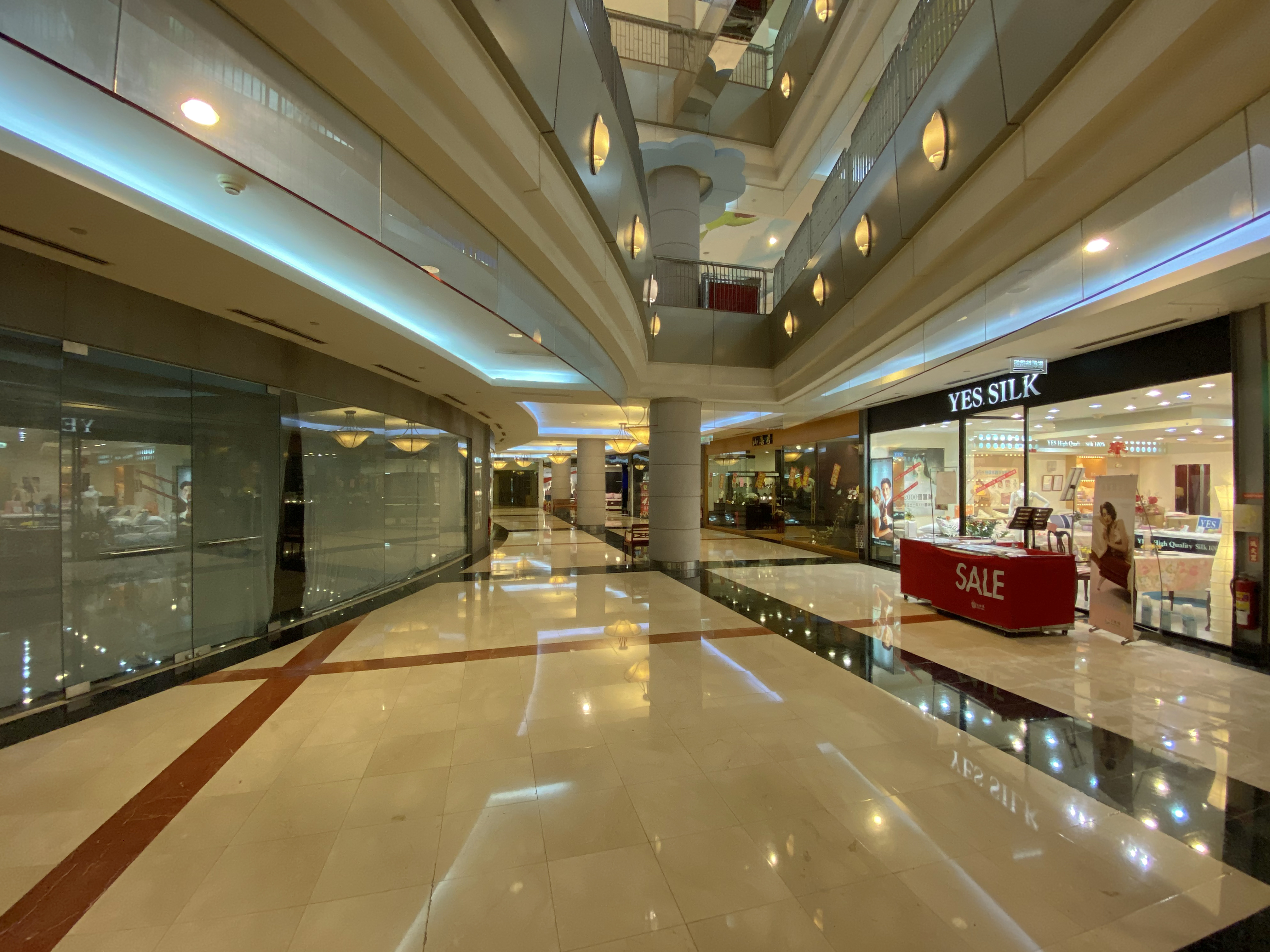
4樓有多間商店空置
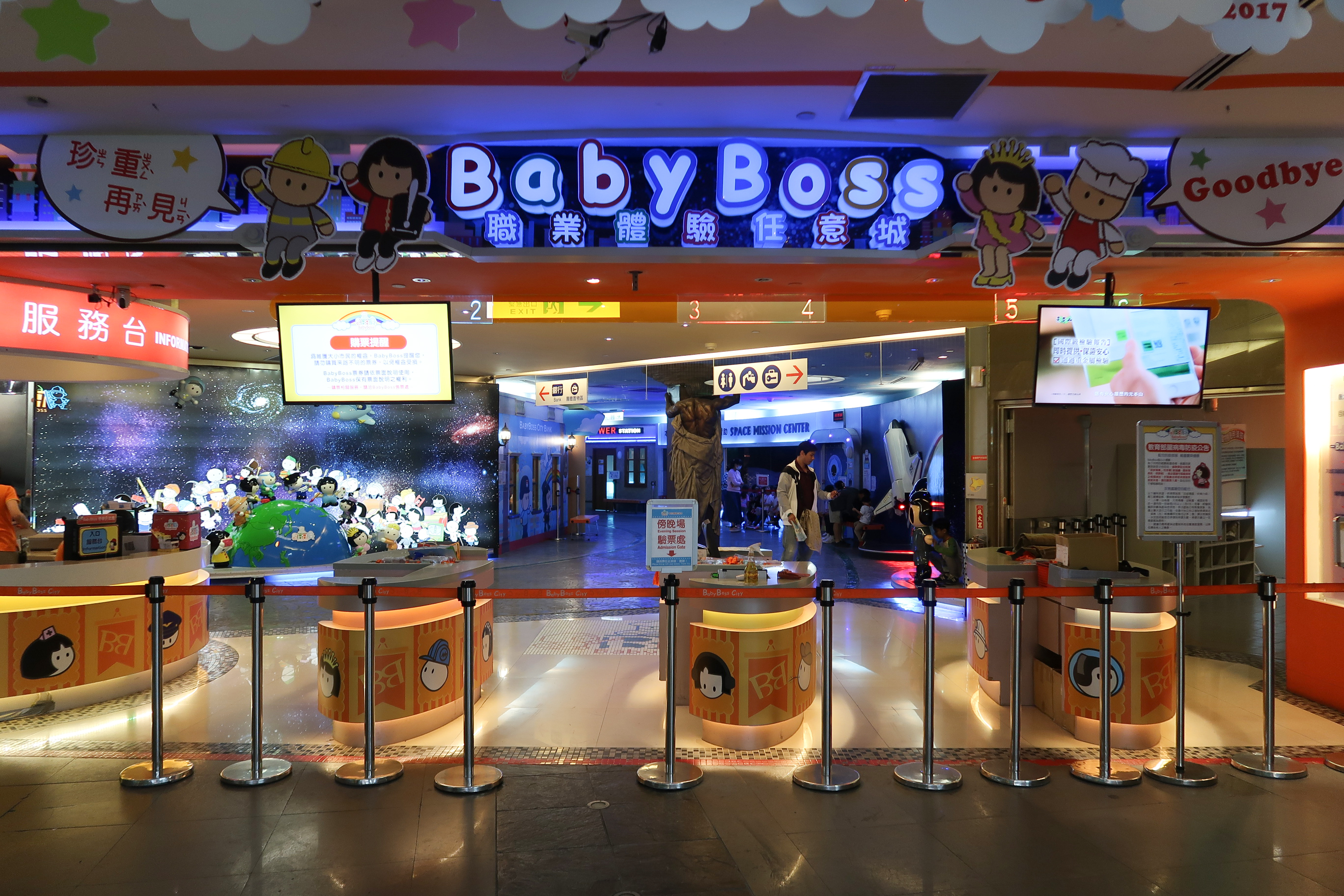
2008年將7樓封閉，改成BabyBoss職業體驗任意城
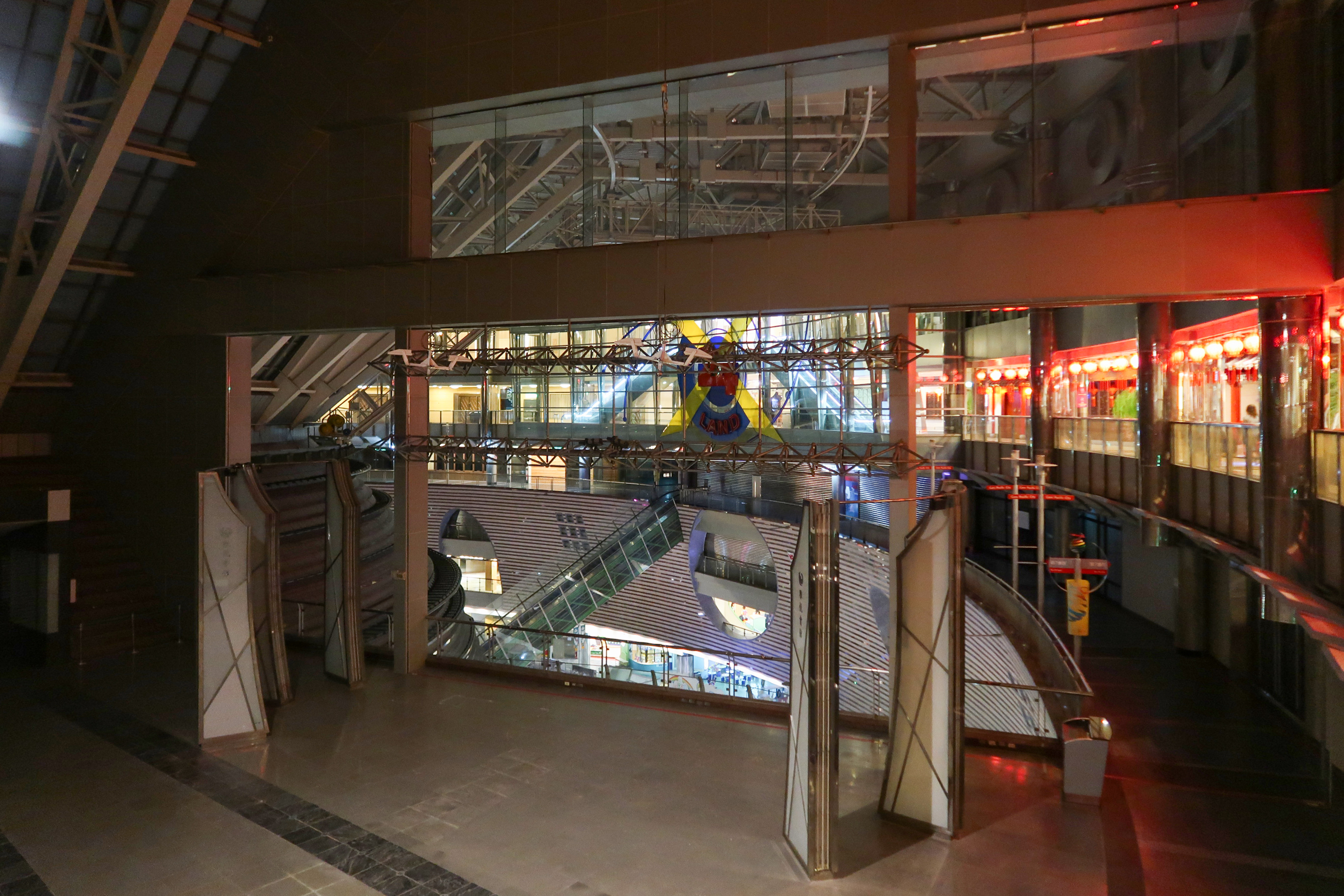
整個10樓已經封閉
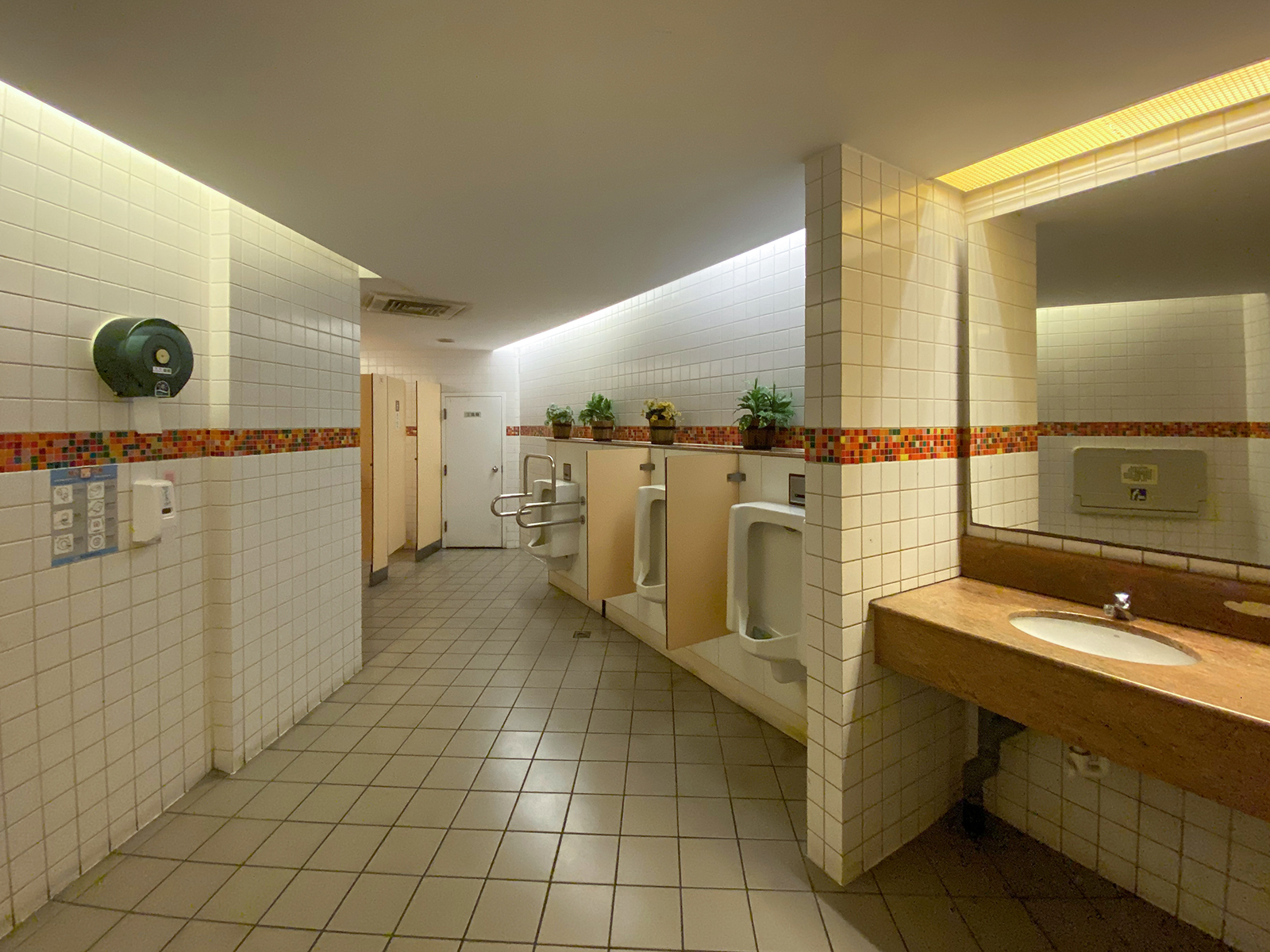
洗手間

### 土地變更爭議
京華城所在地點，原為唐榮鐵工廠機械廠，土地使用分區為第三種工業用地。因其屬政策上應淘汰之工廠，臺北市政府於1982年9月13日辦理公開展覽之「修訂臺北市土地使用分區（保護區、農業區除外）計畫（通盤檢討）案」內，建議將該街廓變更為住宅區。唐榮公司1987年4月申請變更為住宅區未果。
1987年底，威京集團以15億3千萬買下該筆土地。同年起，並向臺北市都市計畫委員會陳情變更為「多目標多元化使用分區」，並再擬具土地利用計畫。
這項變更案曾被質疑是專案圖利財團，與影響周邊地區交通而被否決。但經多次專案小組會議及委員會議審議後，1990年12月28日內政部都市計畫委員會第338次會議審議通過變更案。
1989年，吳伯雄市府時期要求威京集團捐地30%，為全台首起以捐地為要求之例。1991年2月13日，臺北市政府公告發布實施80府工二字第 80003366 號土地使用計畫案，要求計畫案土地以大街廓整體開發為原則、必須捐地30％給市政府作做公益用途、以及土地只能作為商業使用，不能作為住宅。1991年，黃大洲市府要求威京集團就所捐之土地登記予市府所有後，始得核發建照。
威京集團一度強力反對開發變更案中，捐地30%回饋社會的條件。1994年省市市長選舉期間，沈慶京以個人名義發信，呼籲股票投資人要求他們支持國民黨候選人，否則股市將會崩盤。。1994年底民進黨陳水扁當選台北市長，威京集團為避免與新市長引發衝突，決定配合都市發展局的開發原則與條件，完成捐地30%程序，並建設台北偶戲館為回饋。
1998年獲都市設計核備及獲核發建造執照。同年正式動土。
2001年，京華城建築案獲核發使用執照，基地面積16,485 平方公尺，容積樓地板面積111,919.11平方公尺（地下1層至地下8層並未列入容積樓地板面積計算），換算容積率約為678.91％。10月24日開業試賣，成為台灣首例由工業區變更為商業區並興建百貨公司的例子。
2011年，威京集團計畫申請變更京華城土地使用分區為住宅區而興建豪宅後，而逐漸衍生出京華城容積率爭議，事件至2024年中爆發後市議會、檢調均開始調查。

## 樓層簡介

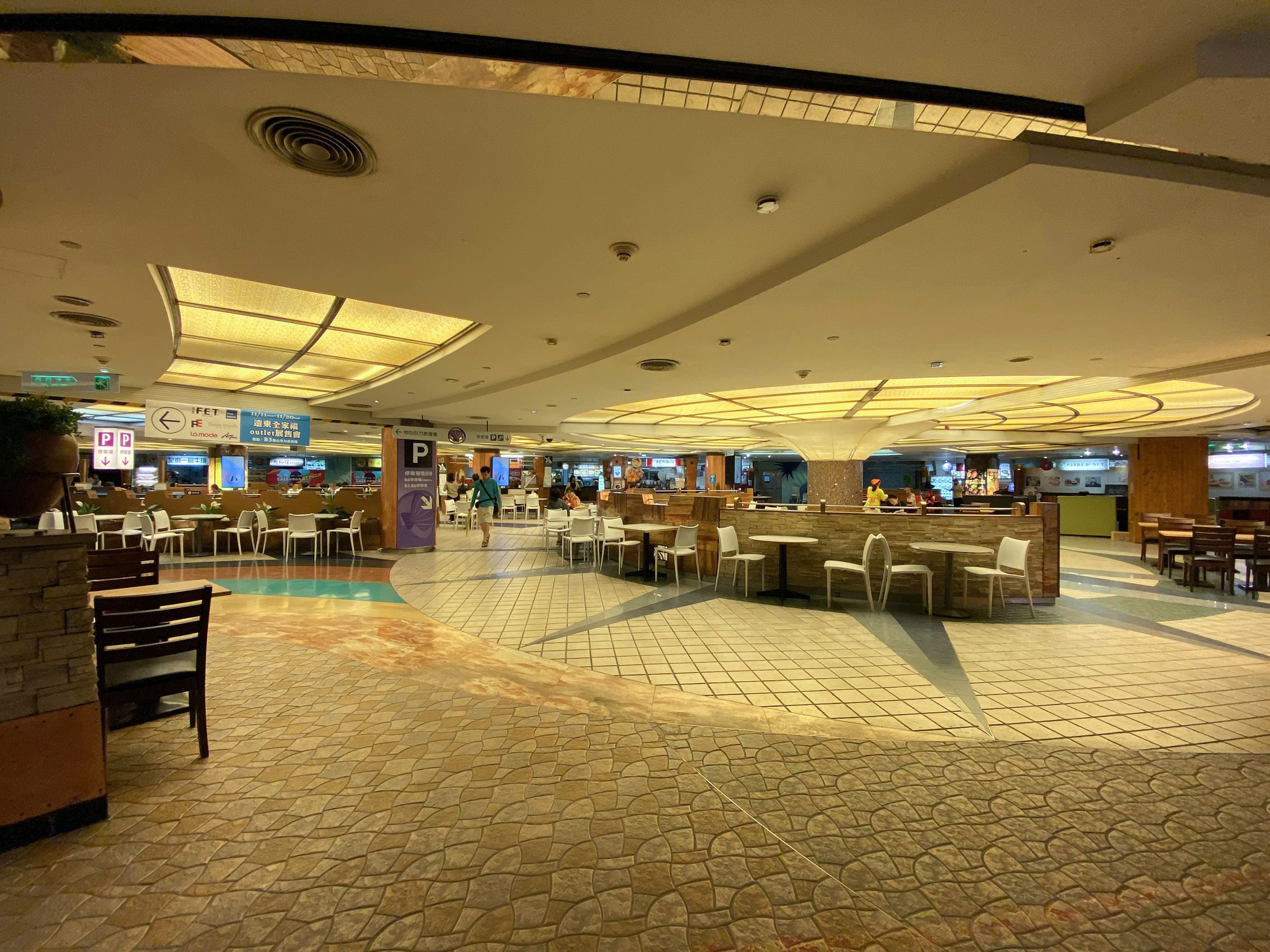
B3層地心引力美食街

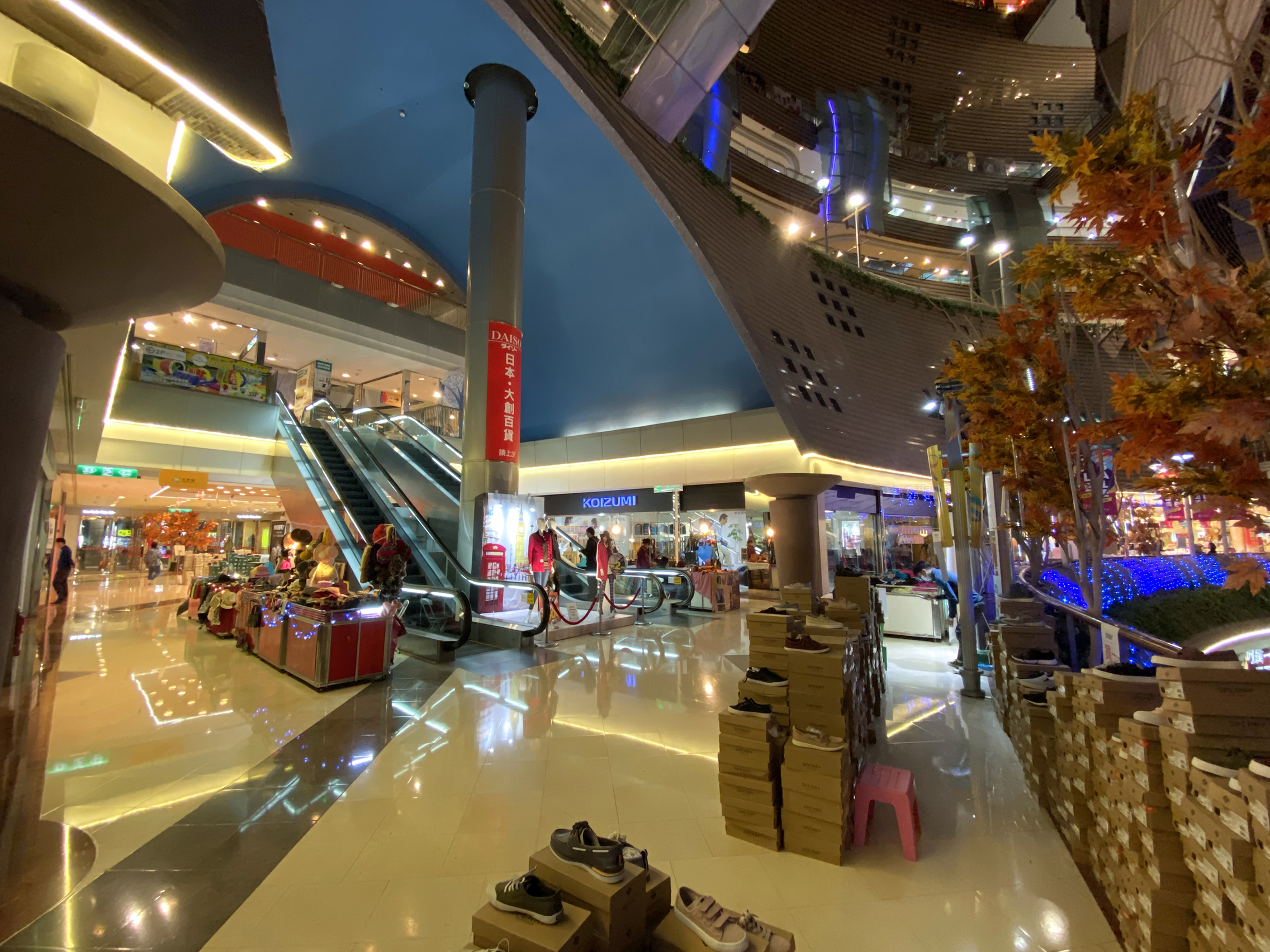
1樓商店

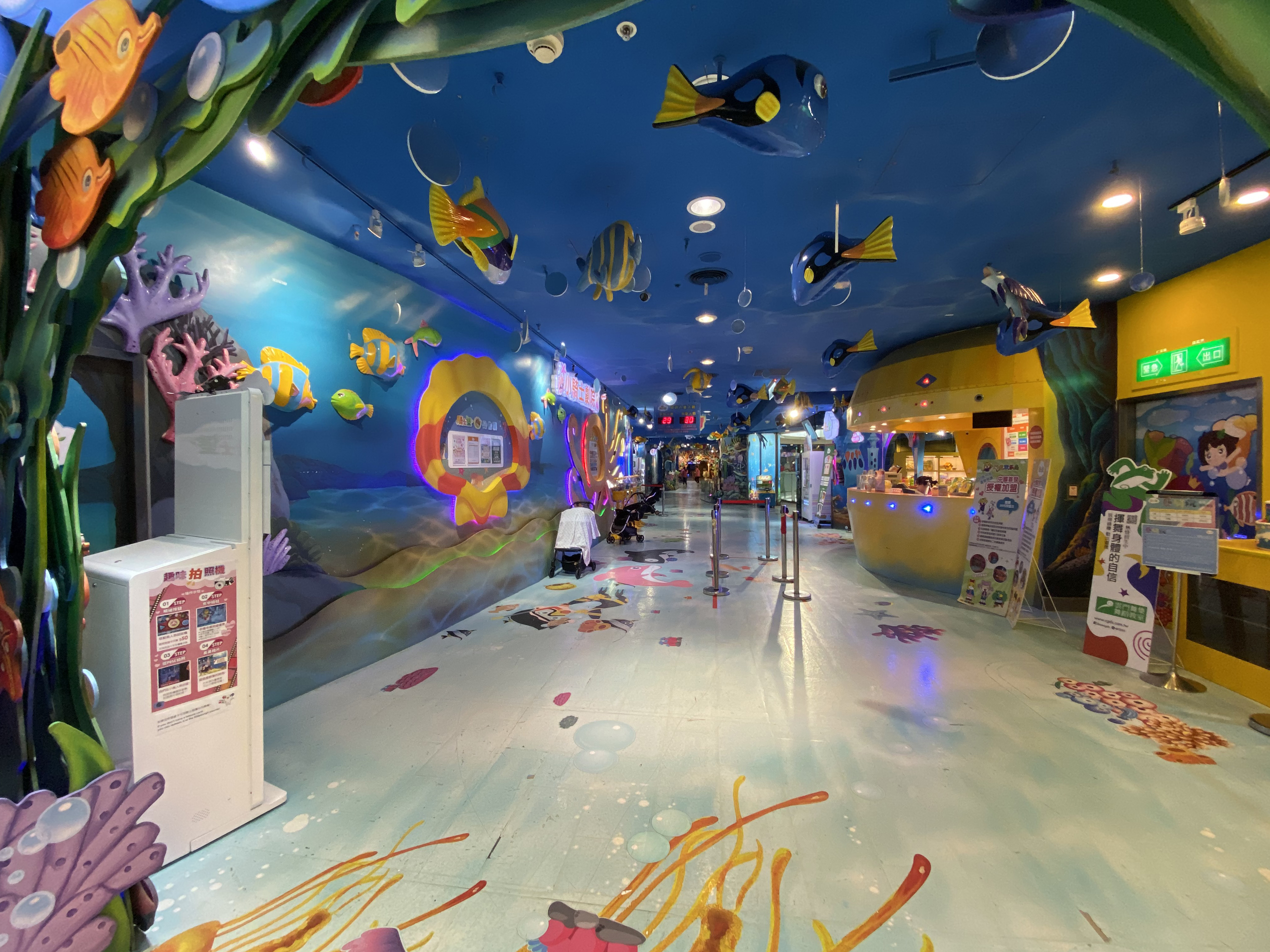
7樓騎士堡-小美人魚的家

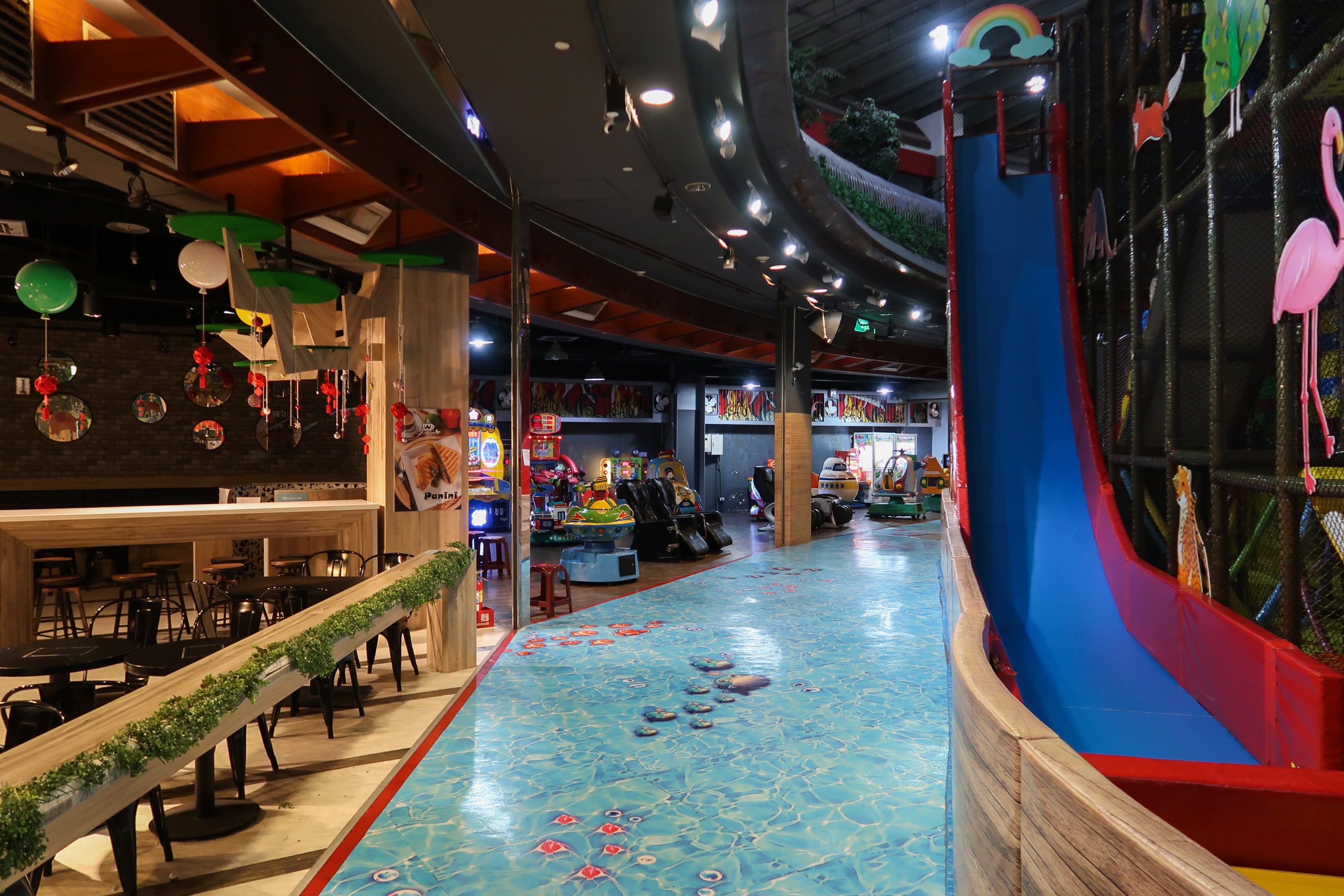
B2層奇幻島探索世界
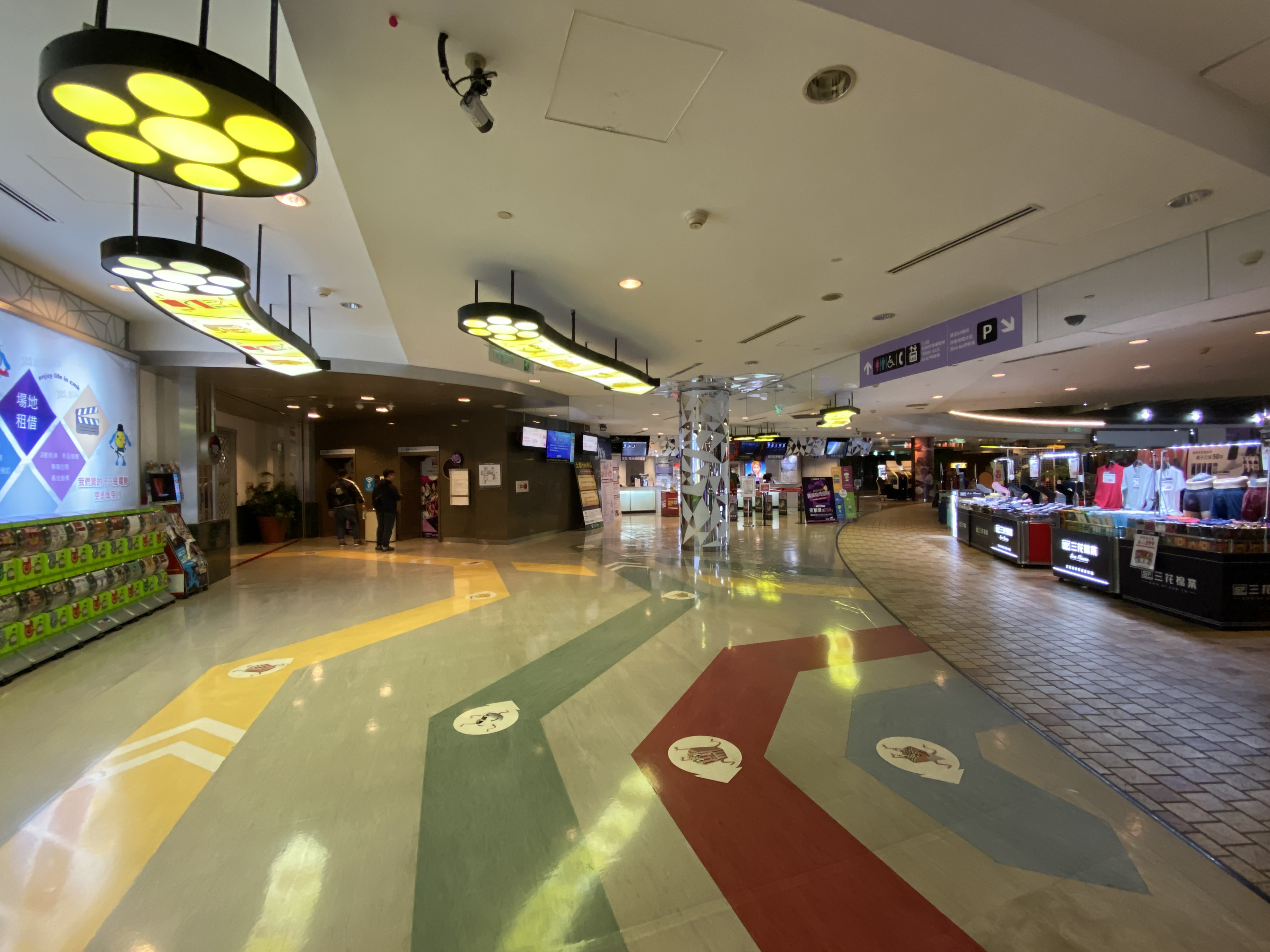
B1層喜滿客京華影城
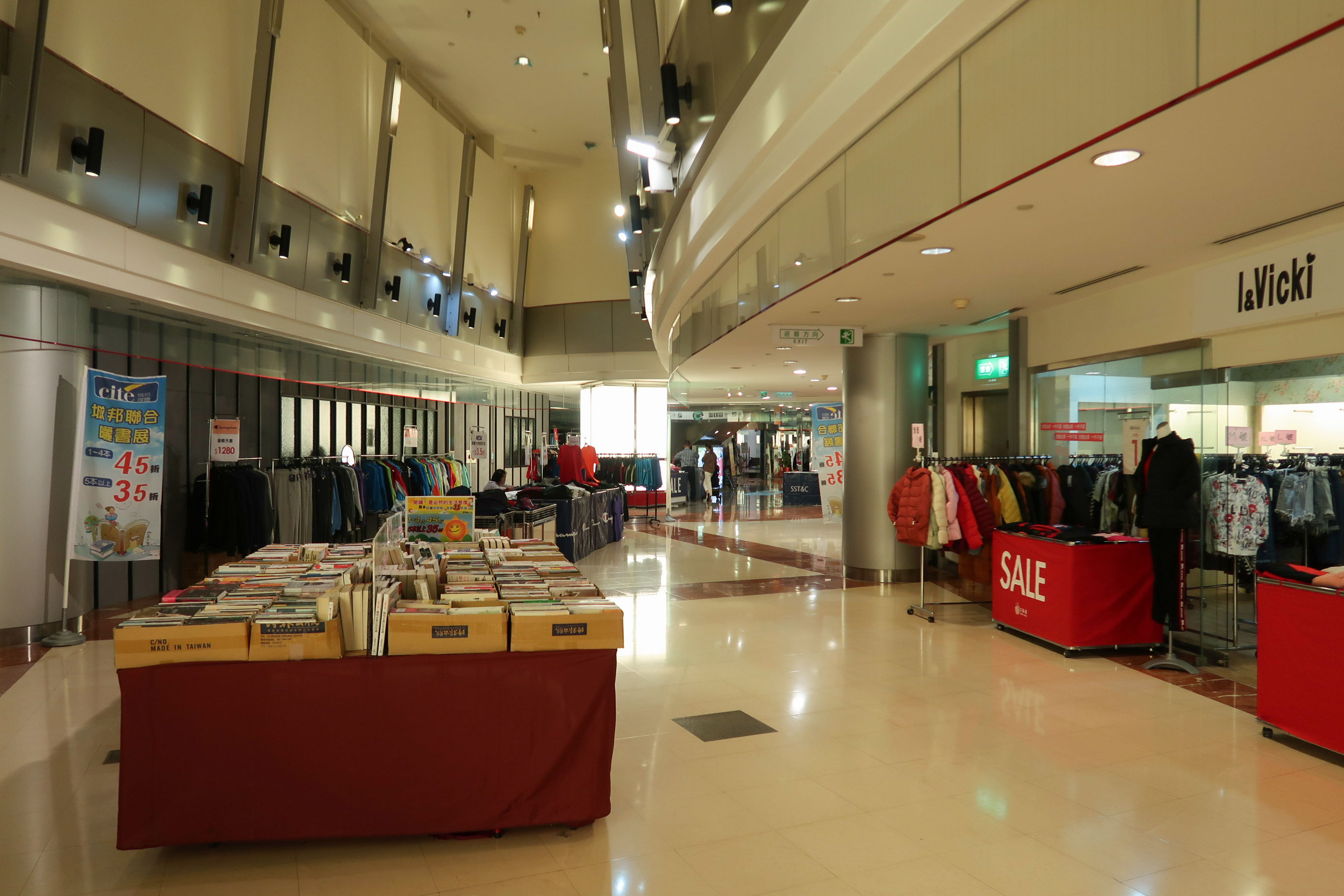
2樓商店
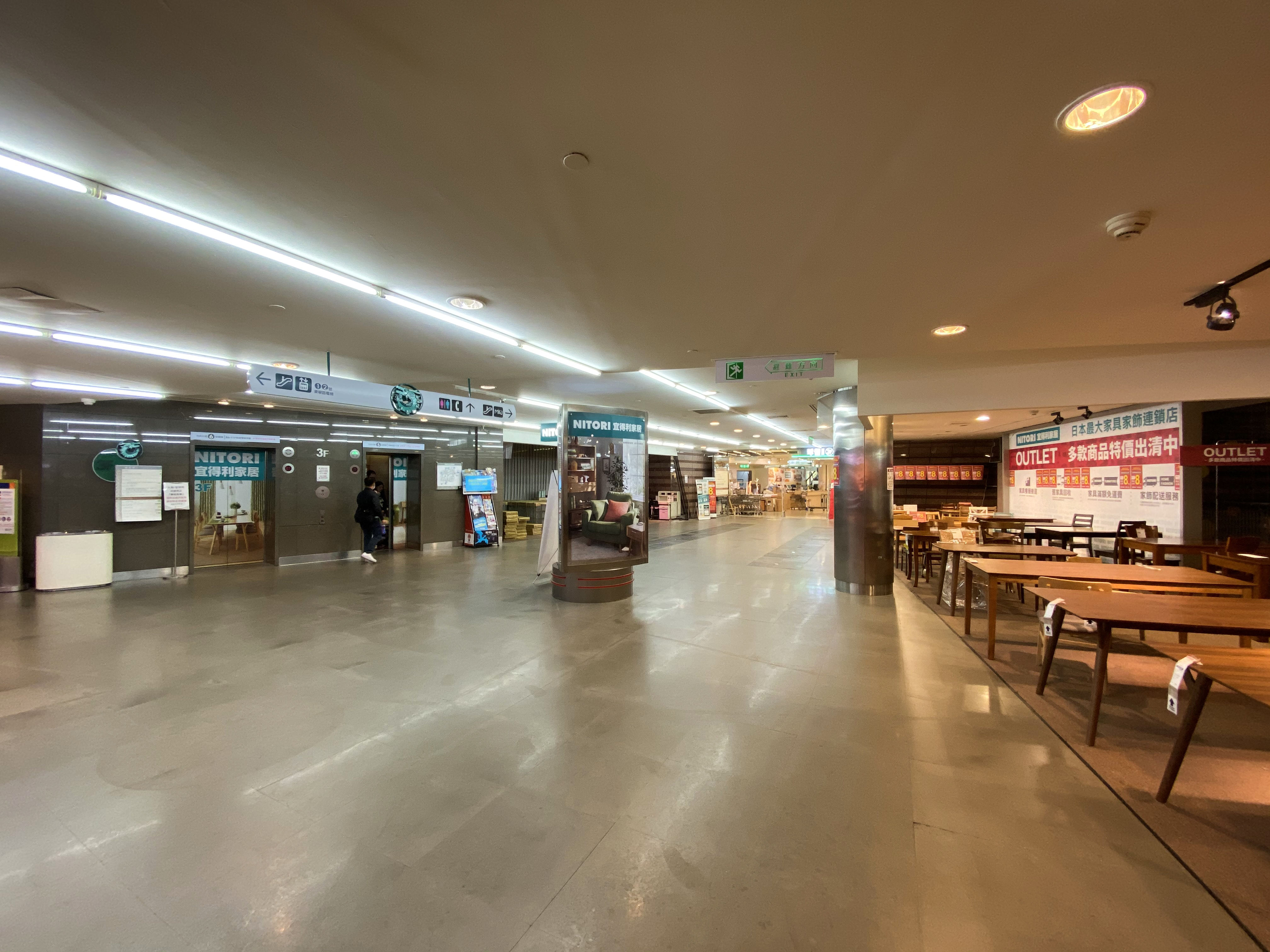
3樓宜得利家居
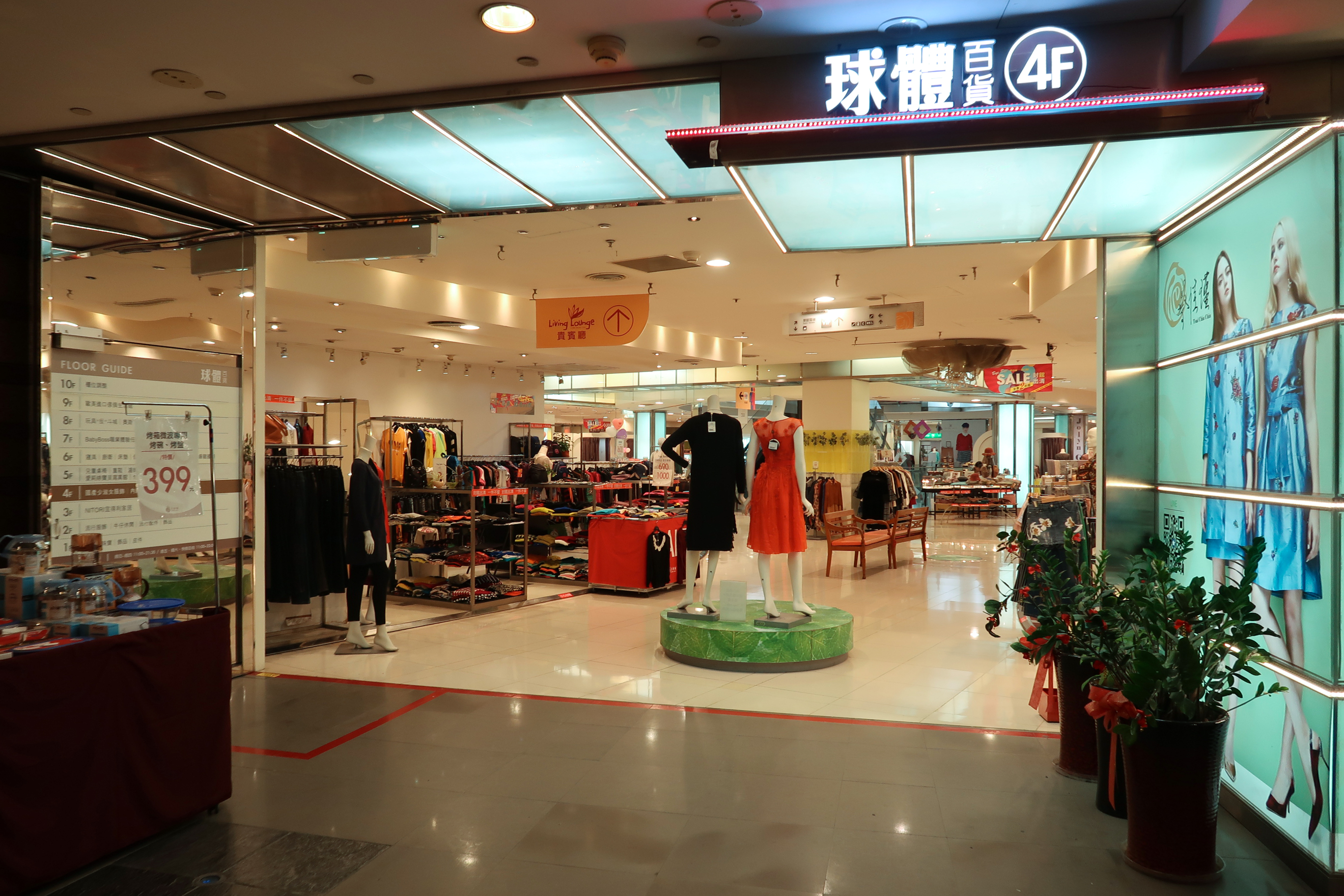
4樓球體百貨
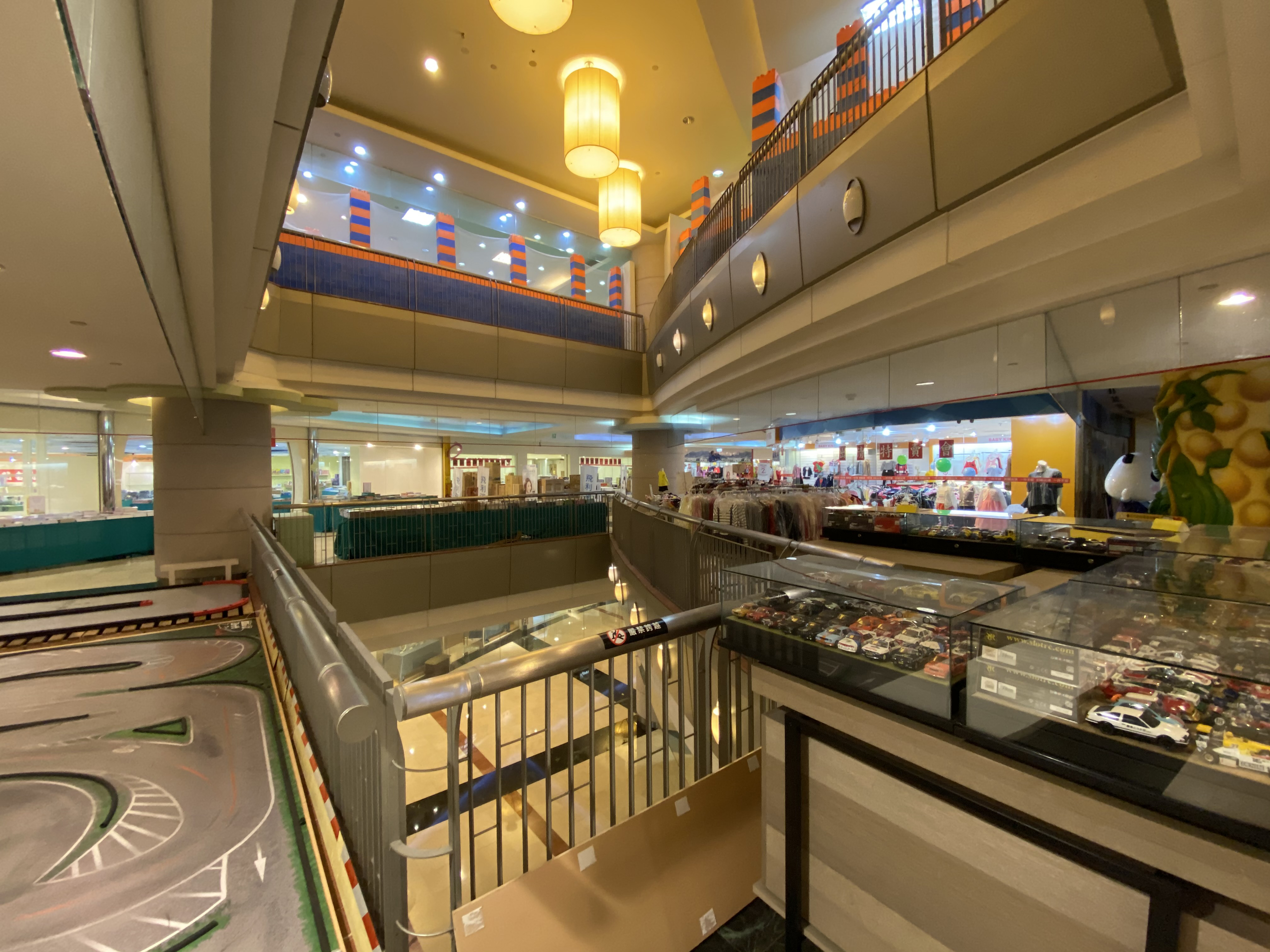
5樓商店
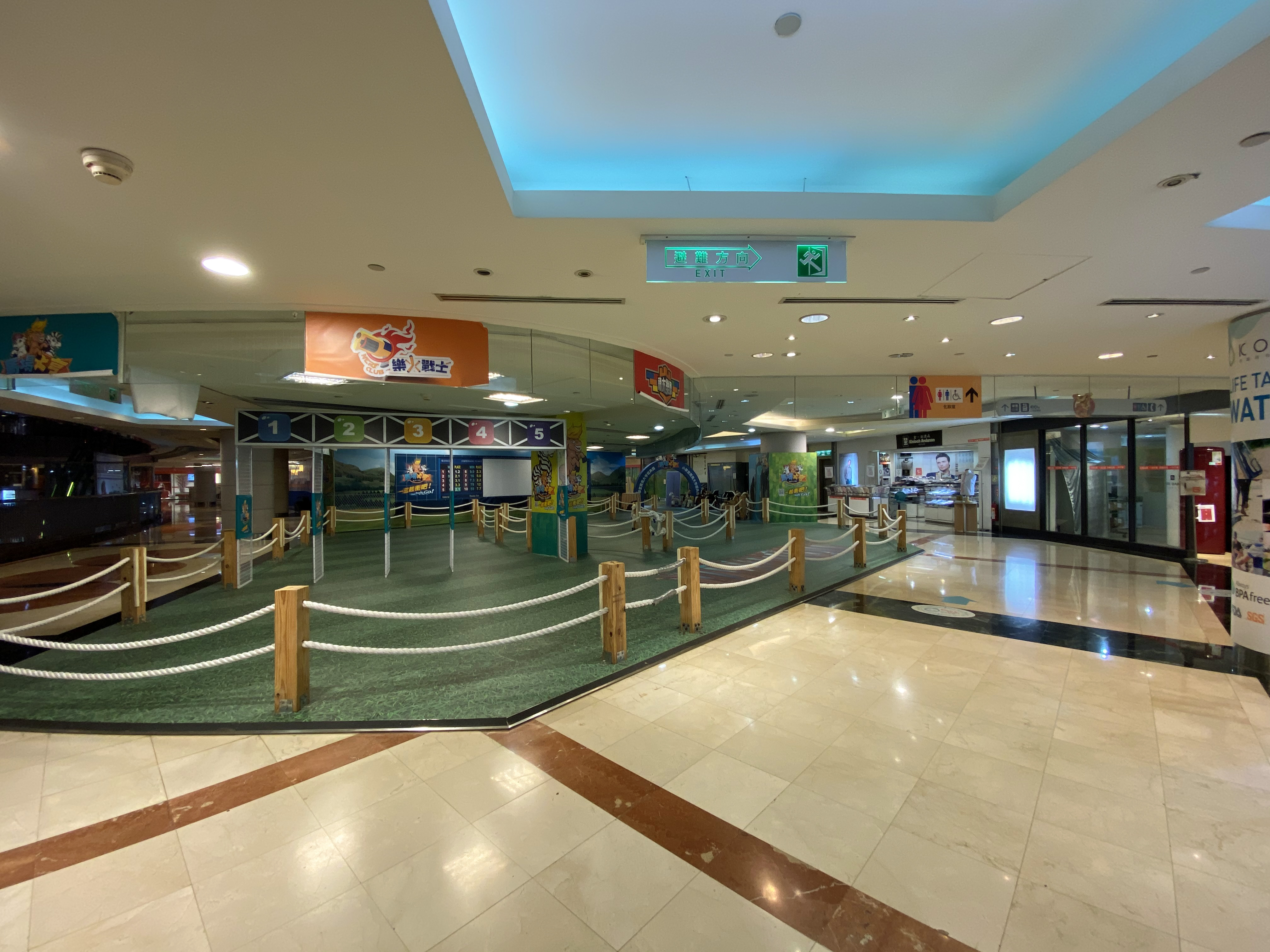
6樓商店
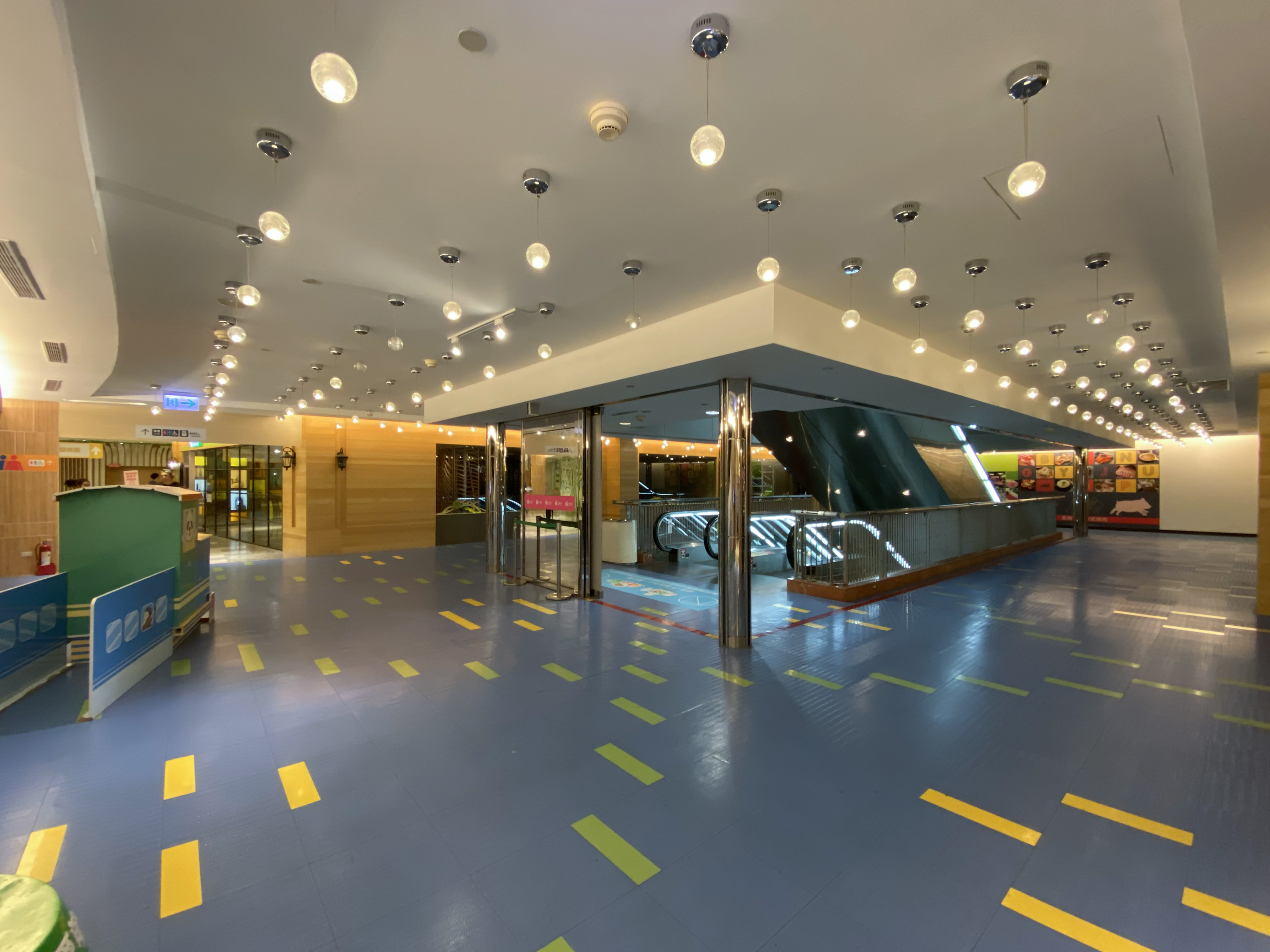
8樓餐廳層
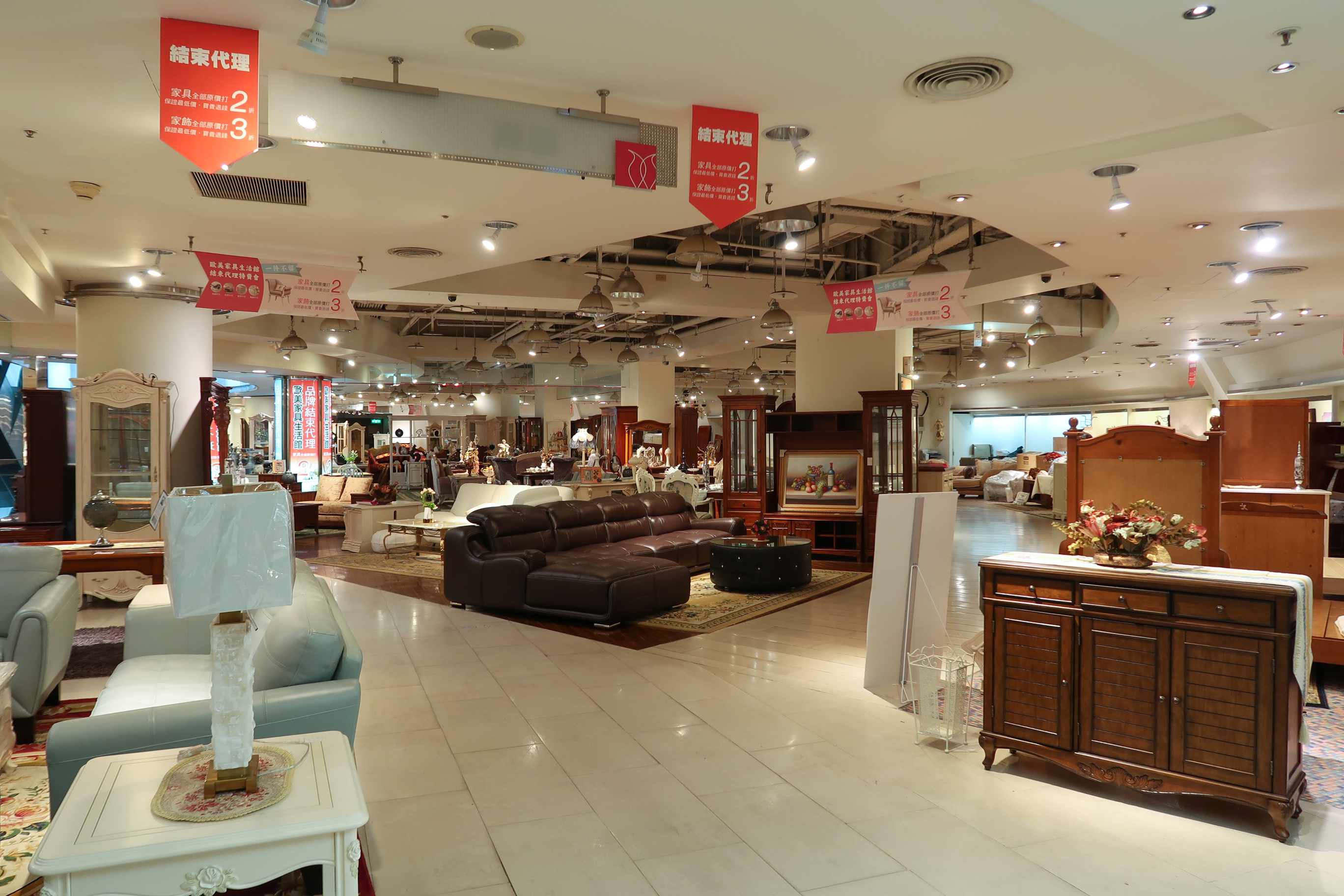
9樓歐美進口家具賣場
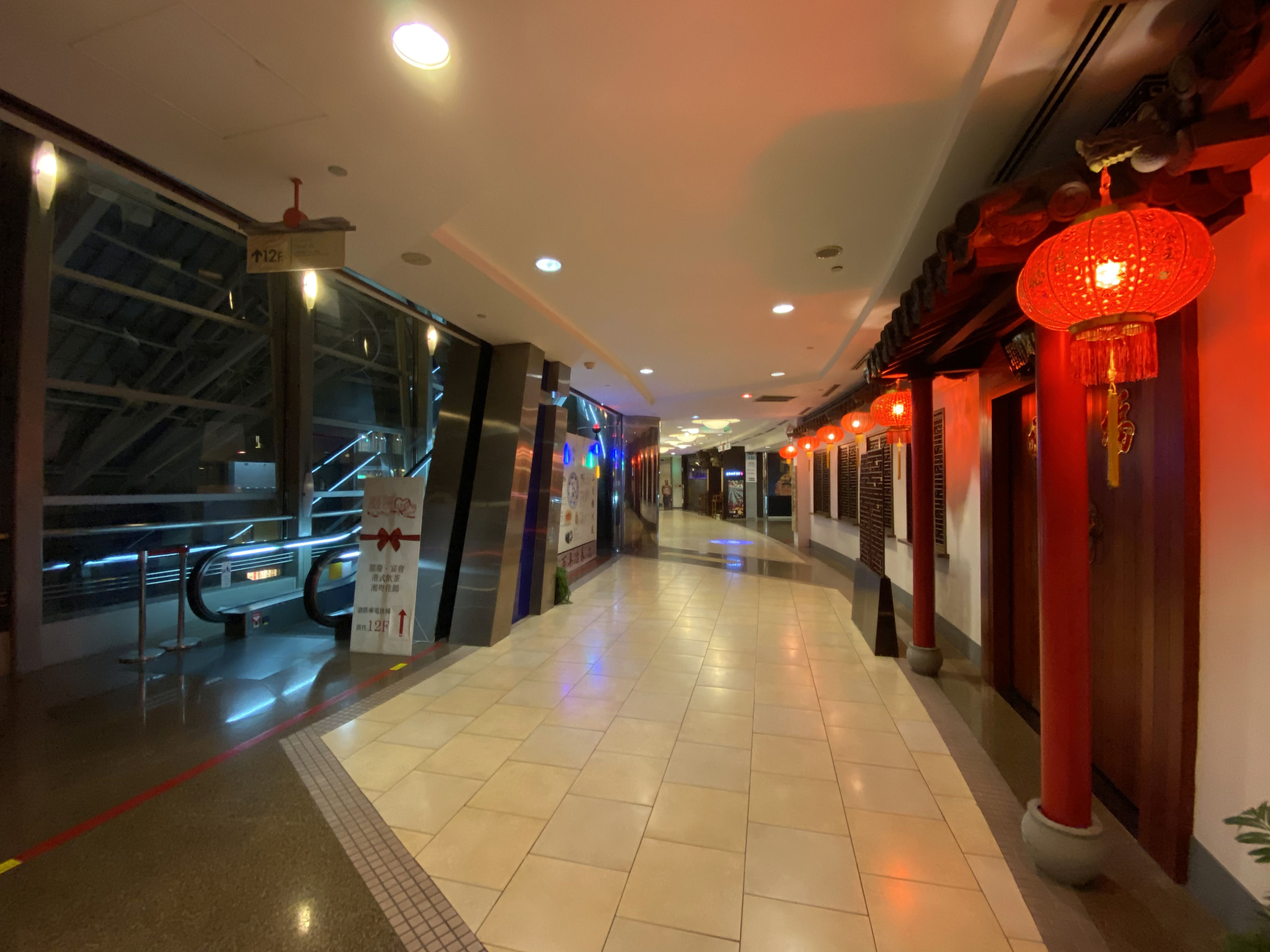
11樓餐廳層

| 樓層              | 樓層用途                                                                                       |
| L型主體本館專門店 | L型主體本館專門店                                                                              |
| ----------------- | ---------------------------------------------------------------------------------------------- |
| 12F               | （Xland 24）臻愛婚宴會館                                                                       |
| 11F               | （5次元地帶）台北冶春揚州風味餐廳、China Pa中國父餐廳                                          |
| 10F               | （第七象限）（不對外開放）                                                                     |
| 9F                | （格林童話街）櫃位調整（封閉）                                                                 |
| 8F                | （張曼玉街）原燒、Le NINI義式餐廳、夏部壽喜燒、樂の神仙咖哩、147槍樂園、笨豬跳 Karean BBQ      |
| 7F                | （楓丹白露街） BabyBoss職業體驗任意城                                                          |
| 6F                | （龐德街）紳服配件、健康家電用品、飛寶遊戲樂園、Baby fish親水會館                              |
| 5F                | （翡冷翠街）童裝、嬰童用品、玩具禮品、遊樂天地、童星球                                         |
| 4F                | （香榭大道）進口淑女服飾、珠寶、皮件飾品、床墊傢俱寢具、家用精品、銀髮族熟齡、VIP Lounge貴賓廳 |
| 3F                | （蘇菲亞街）大創百貨                                                                           |
| 2F                | （仙杜拉街）流行男女服飾&配件、書展、修改室                                                    |
| 1F                | （京華大道/魔鏡/鞋殿）國際精品、瓷器水晶、化妝品、男女鞋、星巴克、I99 CAFE & TEA、特賣會       |
| B1F               | （喜滿客街）喜滿客京華影城、喜滿客輕食、蝦泰泰、W-baby cafe                                    |
| B2F               | （萊茵街）運動休閒服飾用品、奇幻島探索世界、屈臣氏、計程車招呼站                               |
| B3F               | （地心引力美食街）湯姆熊歡樂世界、台灣彩券、歡樂VR、麥當勞、小鬥士德州炸雞                     |
| B4F               | （停車服務中心、卡氏汽車保養美容）                                                             |
| B4F～B7F          | 停車場                                                                                         |
| B8F               | 機房                                                                                           |
| Mira球體百貨      |                                                                                                |
| 10F～11F          | （誠品書店）                                                                                   |
| 9F                | （有機）歐美進口家具賣場                                                                       |
| 8F                | （生活）玩具反斗城、奧斯丁夢想樂園                                                             |
| 7F                | （陽光）騎士堡-小美人魚的家                                                                    |
| 6F                | （茂盛）紳服配件、家電&健康用品、休閒運動用品                                                  |
| 5F                | （月色）童裝、嬰童用品、玩具禮品、遊樂天地、童星球服務站                                       |
| 4F                | （花朵）進口淑女服飾、內衣                                                                     |
| 3F                | （海洋）宜得利家居                                                                             |
| 2F                | （星辰）流行男女服飾&配件                                                                      |
| 1F                | （彩虹）香氛、珠寶、化妝品                                                                     |

- B2層奇幻島探索世界
- B1層喜滿客京華影城
- 2樓商店
- 3樓宜得利家居
- 4樓球體百貨
- 5樓商店
- 6樓商店
- 8樓餐廳層
- 9樓歐美進口家具賣場
- 11樓餐廳層

## 軼事
- 2003年，電腦遊戲模擬城市4中Maxis工作室設計出京華城的模型建築可供玩家使用。

- 2005年，台北市政府新聞處主辦的「台北10大觀光景點」票選結果，京華城獲得第一名，力壓美麗華百樂園、中正紀念堂、台北101。

- 2011年，美國流行真人秀節目驚險大挑戰第19季中，曾於京華城進行室內高空彈跳。

## 外部連結
- 官方网站[]
- 京華城購物中心的Facebook專頁
- 台灣公司資料